# Döllersheim

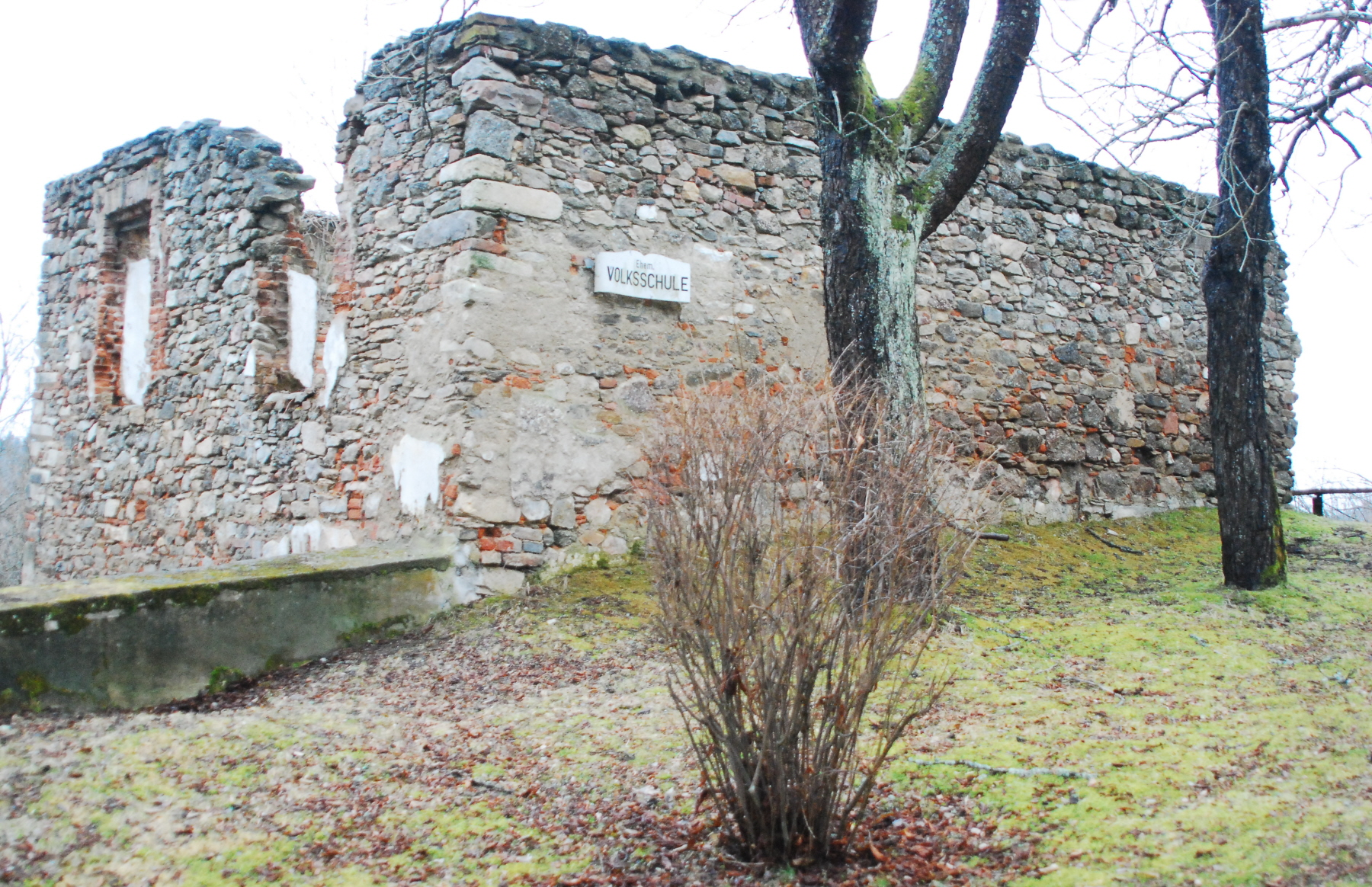
Ruine der Volksschule von Döllersheim

Döllersheim ist seit dem 1. Jänner 1964 eine Katastralgemeinde von Pölla in Niederösterreich mit einer Grundfläche von 548,06 Hektar. Um den Truppenübungsplatz Döllersheim anlegen zu können, wurden ab 1938 die Bewohner ausgesiedelt.

## Geschichte
Die haufendorfähnliche Straßensiedlung Döllersheim lag in einem Kessel am Fuße des Donabergs und bildete den Kreuzungspunkt zahlreicher Straßen.
Indirekt wird Döllersheim erstmals um 1143 erwähnt, als ein Chunradus de Tolersheim auf einer Urkunde von Herzog Heinrich Jasomirgott als Zeuge aufscheint. Als weiterer Zeuge tritt 1272 ein Rapoto de Tolrshaim, dessen Burg vermutlich auf dem Berg neben der Pfarrkirche von Döllersheim stand, in Erscheinung. Wann Döllersheim zum Markt erhoben wurde, ist nicht bekannt.
1427 wurde Döllersheim von den Hussiten erobert und zerstört. 1620 wurde der Markt neuerlich niedergebrannt. Im Jahr 1822 wurde der Ort als Markt mit 69 Häusern genannt, der über eine Pfarre und eine Schule verfügte. Die Herrschaft Ottenstein besaß die Ortsobrigkeit, übte die Landgerichtsbarkeit aus und besorgte die Konskription. Die Untertanen und Grundholde des Ortes gehörten den Herrschaften Ottenstein und Pfarre Döllersheim.
Da die eigentliche Grabstätte der in Strones geborenen und in Klein-Motten wohnhaften Maria Anna Schicklgruber, der Großmutter Adolf Hitlers, auf dem Friedhof von Döllersheim nicht mehr eruierbar war, errichtete die Gemeinde ein viel besuchtes Ehrengrab. Der Hauptplatz von Döllersheim wurde nach dem Vater von Adolf Hitler als Alois-Hitler-Platz benannt. Im Juli 1939 wurde Adolf Hitler zum Ehrenbürger des Marktes ernannt.
Die von der Pfarre Döllersheim seit 1632 geführten Kirchenbücher für Geburten und seit 1634 für Trauungen und Todesfälle wurden nach der Aufhebung der Pfarre jener von Rastenfeld zur Aufbewahrung übergeben.
Laut Adressbuch von Österreich waren im Jahr 1938 in der Marktgemeinde Döllersheim ein Arzt, ein Tierarzt, ein Taxiunternehmer, zwei Bäcker, zwei Elektrotechniker, zwei Fleischer, ein Friseur, vier Gastwirte, sechs Gemischtwarenhändler, zwei Hafner, eine Hebamme, zwei Landesproduktehändler, zwei Marktfahrer, ein Maurermeister, ein Mehlhändler, zwei Sattler, zwei Schlosser, drei Schmiede, zwei Schneider und drei Schneiderinnen, vier Schuster, drei Schweinehändler, ein Sodawassererzeuger, zwei Tischler, ein Uhrmacher, ein Viehhändler, zwei Wagner, ein Zahntechniker und mehrere Landwirte ansässig. Adolf Hitlers Vater stammte aus Döllersheim. Deshalb hielt die Gemeinde nach dem sogenannten Anschluss einen „Hitler-Festzug“ ab. Das Grab von Hitlers Großmutter wurde zum „Ehrengrab“. Die Nationalsozialisten errichteten auf dem Gebiet von Döllersheim einen Truppenübungsplatz. Aus diesem Grund musste das Dorf weichen. Die Aussiedlung der gesamten Bevölkerung war bis zum 1. April 1940 vorgesehen; dieser Termin wurde jedoch zweimal verschoben bis zum 31. Oktober 1941. Als letzte von drei deutsch-kroatischen  Divisionen wurde 1943 die  392. Infanterie-Division in Döllersheim aufgestellt. Die ehemaligen Bewohner wurden ab Mitte 1938 mit Grundstücken oder Höfen außerhalb des Truppenübungsplatzes entschädigt. In einigen Fällen handelte es sich um verlassene Höfe von Juden und Jüdinnen, die vertrieben worden waren. Wer bei der Aussiedlung ein geringerwertiges Grundstück übernahm, bekam den Differenzbetrag auf ein Sperrkonto gutgeschrieben. Die Auszahlung des Entschädigungsbetrages blieb oft über das Ende des Krieges hinaus offen.
Österreich war nach dem Zweiten Weltkrieg von 1945 bis 1955 von Streitkräften der Alliierten besetzt und der in der sowjetischen Zone liegende Truppenübungsplatz wurde einige Jahre lang von der Roten Armee benutzt. Daher konnte Rückstellungsanträgen an das Kreisgericht Krems nicht stattgegeben werden. Erst in den 1990er Jahren wurde den letzten Ausgesiedelten der Differenzbetrag, um den der Wert ihrer neuen Höfe den der alten unterboten hat, ausbezahlt.
Seit 1981 befinden sich die ehemalige Pfarrkirche von Döllersheim, der Friedhof und das Spital nicht mehr im militärischen Sperrgebiet und können besucht werden. Die Kirche erhielt am 13. September 1986 durch Bischof Franz Žak die einfache kirchliche Weihe. Sie steht wieder unter dem Patrozinium der Apostel Petrus und Paulus, erhielt jedoch den Namen Friedenskirche.

## Bauwerke

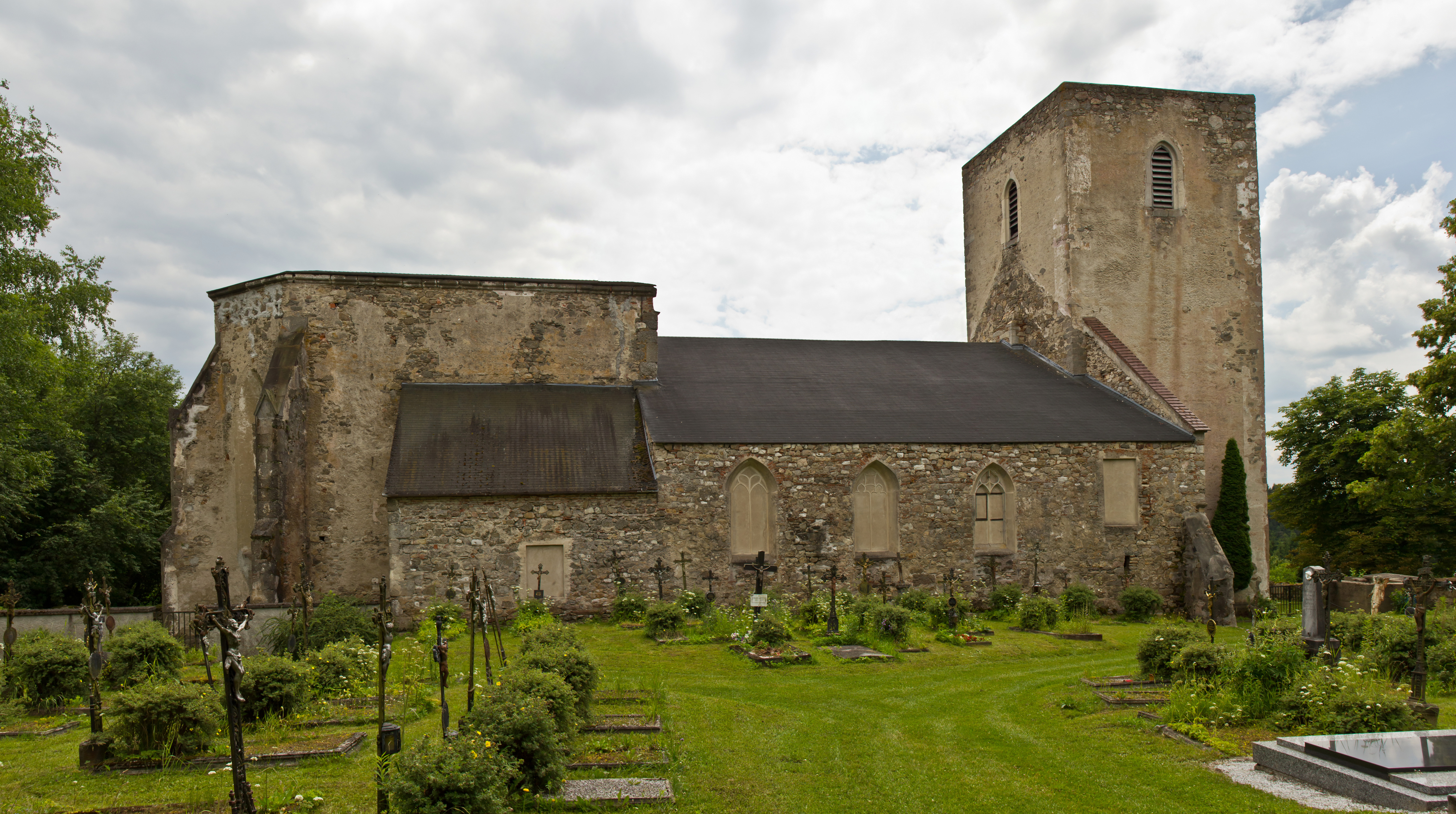
Friedenskirche Döllersheim

Als bemerkenswerte Bauwerke des früher eigenständigen Marktes Döllersheim werden von der Österreichischen Kunsttopographie die Pfarrkirche zu den heiligen Petrus und Paulus, das Bürgerspital und der 1903 abgebrochene und als Schotter für den Straßenbau verwendete Galgen genannt. Ebenfalls erwähnt wird ein kapellenartiger Bildstock am westlichen Ortseingang mit einer polychromierten Statue Johannes Nepomuks. Die Gemeinde hatte sich 1735 zur Errichtung und Erhaltung dieser Darstellung des Heiligen im Bezirk Zwettl verpflichtet.